# Episodi di Squadra Speciale Stoccarda (seconda stagione)
La seconda stagione della serie televisiva tedesca Squadra Speciale Stoccarda è stata trasmessa dal 7 ottobre 2010 al 14 aprile 2011 su ZDF.
In Italia, la prima parte (episodi n°1-11) è stata trasmessa in prima visione assoluta su Rai 2 dal 16 giugno al 15 settembre 2012,la seconda parte (episodi n°12-25) è stata trasmessa dal 1º giugno al 31 agosto 2013.
| Nº | Titolo originale            | Titolo italiano          | Prima TV Germania | Prima TV Italia   |
| -- | --------------------------- | ------------------------ | ----------------- | ----------------- |
| 1  | Altlasten                   | Conti in sospeso         | 7 ottobre 2010    | 16 giugno 2012    |
| 2  | Todesengel                  | Eredi                    | 14 ottobre 2010   | 23 giugno 2012    |
| 3  | Hybris                      | Tracotanza               | 21 ottobre 2010   | 30 giugno 2012    |
| 4  | Der Verräter                | Il traditore             | 28 ottobre 2010   | 7 luglio 2012     |
| 5  | Schrödingers Katze          | Il matematico            | 5 novembre 2010   | 14 luglio 2012    |
| 6  | Giftpfeil                   | La freccia avvelenata    | 11 novembre 2010  | 21 luglio 2012    |
| 7  | Einmal Schwein sein         | La bella vita            | 18 novembre 2010  | 18 agosto 2012    |
| 8  | Sternstunden                | Momenti magici           | 24 novembre 2010  | 25 agosto 2012    |
| 9  | Türen der Stadt             | Il caso Kalmus           | 2 dicembre 2010   | 1º settembre 2012 |
| 10 | Killesberg-Baby             | Alta società             | 9 dicembre 2010   | 8 settembre 2012  |
| 11 | Fatale Begabung             | Il piccolo genio         | 16 dicembre 2010  | 15 settembre 2012 |
| 12 | Der Prototyp                | Il prototipo             | 23 dicembre 2010  | 1º giugno 2013    |
| 13 | Lösegeld                    | Rapimento e riscatto     | 30 dicembre 2010  | 8 giugno 2013     |
| 14 | Tödliche Sabotage           | Sabotaggio               | 13 gennaio 2011   | 15 giugno 2013    |
| 15 | Zweiter Frühling            | Seconda primavera        | 27 gennaio 2011   | 22 giugno 2013    |
| 16 | Unter Verdacht              | Sotto accusa             | 3 febbraio 2011   | 29 giugno 2013    |
| 17 | Inkognitod                  | Morte in incognito       | 10 febbraio 2011  | 6 luglio 2013     |
| 18 | Arme Schlucker              | Sole dei Caraibi         | 17 febbraio 2011  | 13 luglio 2013    |
| 19 | Blech                       | L'ultima corsa           | 2 marzo 2011      | 20 luglio 2013    |
| 20 | Wasenmord                   | Passato fatale           | 10 marzo 2011     | 27 luglio 2013    |
| 21 | Asche zu Asche              | Cenere alla cenere       | 17 marzo 2011     | 3 agosto 2013     |
| 22 | Stuttgart ist sexy          | Scandalo a Stoccarda!    | 24 marzo 2011     | 10 agosto 2013    |
| 23 | Auf die Plätze, fertig, tot | Pronti, partenza, morto! | 31 marzo 2011     | 17 agosto 2013    |
| 24 | Adel verpflichtet           | Segreti di famiglia      | 7 aprile 2011     | 24 agosto 2013    |
| 25 | Das Todesfagott             | Musica e morte           | 14 aprile 2011    | 31 agosto 2013    |

## Conti in sospeso
- Titolo originale: Altlasten
- Diretto da:
- Scritto da:

## Eredi
- Titolo originale: Todesengel
- Diretto da:
- Scritto da:

## Tracotanza
- Titolo originale: Hybris
- Diretto da:
- Scritto da: